# Pediculosi del cap
La pediculosi capitis o pediculosi del cap és la infestació pel poll del cabell (Pediculus humanus capitis) amb afectació dels cabells i el cuir cabellut. És habitual la picor per les picades. Durant la primera infestació d'una persona, la picor pot trigar a aparèixer fins a un màxim de sis setmanes. Si una persona es reinfesta de nou, els símptomes comencen molt més ràpidament. la picor pot causar problemes per dormir. En general, però, no és una malaltia greu. Encara que els polls semble que s'estenen a l'Àfrica, aquestes no semblen fer-ho a Europa o Amèrica del Nord.
Els polls s'encomanen per contacte directe amb el cabell d'una persona infestada. La causa de les infestacions de polls del cap no estan relacionades amb la neteja. Altres animals, com gats i gossos, no tenen un paper en la transmissió. Els polls s'alimenten només de la sang humana i només són capaços de sobreviure en els cabells del cap humà. Els adults fan de 2 a 3 mm de llarg. Quan no estan en contacte amb una persona, no són capaços de viure més enllà de tres dies. Les persones també poden infectar-se amb altres dos polls: el poll del cos i la cabra. Per fer un diagnòstic de certesa, s'han de trobar polls vius. L'ús d'una pinta pot ajudar a la detecció. Les closques d'ou buides (coneguts com a llémenes) no són suficients per al diagnòstic.
Els tractaments possibles inclouen: pentinar els cabells amb freqüència amb una pinta de dents fins o afaitar-se el cap per complet. Hi ha diversos medicaments tòpics eficaços, incloent malation, ivermectina, i dimeticona. La dimeticona es prefereix sovint a causa del baix risc d'efectes secundaris. S'utilitzen habitualment els piretroides com ara permetrina, però s'han tornat menys eficaços a causa de la creixent resistència als pesticides. Hi ha poca evidència de les medicines alternatives.
Les infestacions de polls són comuns, especialment en els nens. A Europa, s'infecten entre l'1 i el 20% dels diferents grups de persones. En els Estats Units, entre 6 i 12 milions de nens s'infecten a l'any. Es produeixen amb més freqüència en les nenes que els nens. S'ha suggerit que, històricament, la infecció per polls eren beneficioses, ja que protegeixen contra el poll del cos més perillós. Les infestacions poden causar l'estigmatització de la persona infectada.